# Richard Leacock
Pour les articles homonymes, voir Leacock.
Richard Leacock est un documentariste anglais né le 18 juillet 1921 à Hendon (Londres) et mort le 23 mars 2011 à Paris 6e. Il est l'un des pionniers du cinéma direct.

## Biographie
Richard Ricky Leacock est né le 18 juillet 1921 à Londres et a grandi aux îles Canaries sur la plantation de bananes de son père. Il a effectué ses études à Bedales de 1929 à 1933, puis à Dartington Hall (en) jusqu'en 1938. Il a réalisé son premier film, Canary Bananas, à l'âge de 14 ans. En 1938 et 1939, il a participé à l'expédition de David Lack aux îles Galapagos pour étudier le comportement des pinsons de Darwin. À son retour, il a entamé des études de physique à Harvard, de 1939 à 1942, et a commencé à étudier la technique cinématographique.
Pendant la Seconde Guerre mondiale, de 1942 à 1945, il est devenu opérateur de combat dans l'armée américaine (Arctique, Birmanie, Chine et Inde). En 1946-1947, il a été opérateur et producteur associé sur Lousiana Story de Robert Flaherty. De 1947 à 1953, il a fini opérateur et monteur pour Louis de Rochemont (en), John Ferno, Paul Strand, Willard Van Dyke ou encore Irving Jacoby. Il a aussi été cameraman et monteur sur plusieurs films notamment Louisiana Story de Robert Flaherty, avant de se lancer dans la réalisation de ses propres films. 
En 1954, il est opérateur sur Jazz Dance de Roger Tilton. La même année, il réalise Toby and the tall corn, un reportage sur un théâtre ambulant dans le Middle West. C'est le premier film qu'il réalise seul.
En 1958, il fait confiance à une jeune femme africaine-américaine, Madeline Anderson, et l'embauche en tant que directrice de production dans sa société, Andover Productions. 
En 1960, il se joint à Robert Drew pour créer Drew Associates en 1960 et il élabore en équipe les techniques du Cinéma Direct. Avec D.A. Pennebaker, Albert Maysles et d'autres, il développe les techniques du cinéma-vérité et participe aux vastes débats que ce mouvement a engendrés en France. Sa maîtrise des techniques légères font l'admiration des cinéastes comme Jean Rouch ou Mario Ruspoli. La même année, il produit le film Primary et devient le premier réalisateur à faire du « cinéma direct » en suivant au jour le jour la campagne des candidats démocrates américains Kennedy et Humphrey.
En 1963, il crée avec Donn Alan Pennebaker, Leacock Pennebaker Inc.
En 1967, il tourne des images destinées à servir de décors filmés dans les mises en scènes de Sarah Caldwell au Opera Company of Boston, notamment pour Lulu de Berg et Les Troyens de Berlioz.
De 1969 à 1989, il dirige le département Cinéma/Vidéo au prestigieux Massachusetts Institute of Technology, où il aura notamment comme élèves Ross McElwee et Heidi Draper. Il y dirige la section de Cinéma/Vidéo de 1969 à 1989. Leacock devient président du Media Panel au N.E.A. (National Endowment for the Arts) de 1970 à 1975.
En 1989, Leacock quitte le M.I.T., s'installe à Paris et commence à tourner en vidéo. Il rencontre Valérie Lalonde qui deviendra sa collaboratrice pour de nombreux films.
En 1998 Leacock et Lalonde se convertissent à la mini-DV et au montage numérique.
Il meurt le 23 mars 2011 à 89 ans. Il travaillait à la rédaction de ses mémoires : The feeling of Being There : a filmmaker's memoir.

## Filmographie

### Comme réalisateur
- 1935 : Canary Banans
- 1954 : Toby and the tall corn
- 1958 : Bernstein in Israel, la tournée d'un chef d'orchestre.
- 1959 : Bernstein in Moscow, le New York Philharmonic visite l'URSS.
- 1960 : Primary, la campagne électorale du Sénateur Kennedy dans la Wisconsin.
- 1960 : On the Pole, Eddie Sachs, pilote des 500 miles d'Indianapolis.
- 1960 : Yanki no !, les effets de la politique de Castro à Cuba sur le reste de l'Amérique Latine.
- 1960 : Petey and Johnny, des gangs d'adolescents à Harlem.
- 1960 : The Chair, la remise de peine de Paul Crump, condamné à mort.
- 1960 : Crisis, la confrontation entre le Président Kennedy, et George Wallace, gouverneur de l'Alabama.
- 1963 : Happy mother's day, avec Joyce Chopra, la naissance de quintuplés dans une petite ville du Middle West.
- 1964 : A Stravinski portrait avec Rolf Liebermann.
- 1965 : Paul Burkhard avec Rolf Liebermann, portrait d’un musicien
- 1965 : Gera Anda, avec Rolf Liebermann, l'art de jouer du piano.
- 1968 : Hickory Hill avec George Plimpton, une garden party pour enfants chez Robert Kennedy.
- 1969 : Chiefs avec Noel E. Parmentel Jr. (en), 3500 chefs de la police américaine et leurs épouses se réunissent en congrès à Waikiki Beach, Hawaï.
- 1970 : Queen of Apollo avec Elspeth Leacock, une jeune fille de 16 ans est couronnée reine du bal de Mardi Gras à la Nouvelle Orléans.
- 1971 : One P.M. avec D.A. Pennebaker
- 1972 : Tread, autour d'un ballet de Merce Cunningham.
- 1977 : Isabelle Steward Gardner, hommage à la fondatrice du musée Gardner de Boston.
- 1980 : Light Coming Through, portrait du peintre Maud Morgan.
- 1981 : Community of praise, avec Marisa Silver, portrait d'une famille ultra religieuse du Middle West.
- 1984 : Lulu in Berlin, avec Susan Woll, conversation avec Louise Brooks, alors âgée de 67 ans, autour de son travail avec G.W. Pabst.
- 1991 : Les Œufs à la coque de Richard Leacock, un hommage à la joie de vivre en France.
- 1992 : Les Vacances de monsieur Leacock, journal d'un voyage aux États-Unis.
- 1992 : Kren Parking, une sculpture animée.
- 1993 : The Killings of Cariola, les répétitions de la Duchesse de Malfi, avec la Cherub Company de Londres.
- 1993 : Paris : Felix et Joséphine, pour Jean René de Fleurieu, à propos d'une conversation entre Félix Guattari et sa femme Joséphine.
- 1994 : Hooray ! We're fifty !, la 50e réunion des anciens de l'Université de Harvard, 1943.
- 1994 : Gott sei dank !, une visite à l'actrice Helga Feddersen, à la veille de sa mort.
- 1994 : Le Trou dans la mer, un portrait en pointillé de la zone frontalière franco-anglaise à l'approche de l'ouverture du Tunnel sous la Manche.
- 1994 : A Celebration of saint Silas, une grande messe anglicane dans un quartier populaire du nord de Londres
- 1995 : Mambofieverwhan : A documentary fantasy, un orchestre de femmes cubaines se produit a Vienne pour y jouer le Mambo.
- 2007 : A Musical Adventure in Siberia, les répétitions pour la première mondiale d’un spectacle musical interdit sous Staline, une version d’Eugène Oniéguin composée par Prokofiev, jouée par des Russes et dirigée par Sarah Caldwell

### Comme acteur
- 1996 : Le Fils de Gascogne, de Pascal Aubier : lui-même

## Distinctions
Au cours de son service militaire, Richard Leacock est opérateur de combat pour l’armée des États-Unis dans le Yukon, en Birmanie, en Chine et aux Indes, de 1942 à 1945 ; il reçoit la Bronze Star Medal en 1945.

### Récompenses
- 1972 : Signet Society Medal for Achievement in the Arts ;
- 1975 : Docteur Honoris Causa, Minneapolis College of Art and Design ;
- 1976 : Fellow, Academy of Arts and Sciences ;
- 1986 : Eugène McDermott Award, Council of the Arts, MIT ;
- 1987 : Life Achievement Award, International Documentary Association ;
- 1989 : Professeur Emeritus, MIT, depuis cette date ;
- 1993 : John Grierson Gold Medal SMPTE (Society of Motion Pictures and Television Engineers) ;
- 1995 : Myra Deren Award A.F.I. (American Film Institute) ;
- 1995 : Vision Award B.F.V.F. (Boston Film and video Foundation) ;
- 2000 : The Mayor’s Prize Jihlava cz ;
- 2001 : Caméra d’or (LaRochelle. Escales documentaires) ;
- 2001 : Maverick Spirit Award (San Jose USA) ;
- 2005 : Leo Awards (Lincolm Centre. NY) ;
- 2006 : Career Award Full Frame Film Festival (USA) ;
- 2006 : Marcus Prize for Lifetime Achievement (SFSU) avec D.A. Pennebaker ;
- 2007 : RISD Doctor of Fine Arts ;
- 2007 : Diplôme d’honneur : St Petersbourg. Message to Man ;
- 2008 : Outstanding Achievement Award (Hot Docs (Toronto)) ;
- 2008 : Life achievement Prize (Teheran Cinéma Vérité) ;
- 2009 : Prix de la mémoire du Cinéma A.P.E Grand Palais.

## Influence
Le film Primary sur la campagne de 1960 de John Fitzgerald Kennedy est la source d'inspiration qu'a revendiquée Raymond Depardon pour son film 1974, une partie de campagne consacré à la campagne présidentielle de Valéry Giscard d'Estaing.